# 南岭小檗
南岭小檗（学名：Berberis impedita）为小檗科小檗属的植物，为中国的特有植物。分布于中国大陆的四川、广西、江西、广东、湖南等地，生长于海拔1,400米至2,800米的地区，一般生于灌丛中、路边、山顶阳处、疏林下、林地和沟边，目前尚未由人工引种栽培。